# Джулия де Медичи
Джулия Рòмола де Мèдичи (на италиански: Giulia Romola de Medici) или Джулия ди Алесàндро де Мèдичи (Giulia di Alessandro de Medici; * ок. 1535, Флоренция, Флорентинско херцогство; † ок. 1588, пак там) е чрез брак господарка на Отаяно.
Познаваме я от портрет, рисуван от Понтормо, изобразяващ Мария Салвиати и дете. Някои изследователи смятат, че то е Козимо I де Медичи, но обикновено се приема, че това е Джулия. Тя е квартеронка по произход. Получава добро образование. Гордее се с принадлежността си към домове Медичи и Маласпина. Покровителства Августинския орден.

## Произход
Тя е извънбрачна дъщеря на Алесандро де Медичи „Мавъра“ (* 1510, † 1537), херцог на Пене (от 1522 г.), след това господар на Флоренция (1523 – 1527 и 1530 – 1532) и първи херцог на Флоренция (1532 – 1537), и на Тадеа Маласпина (* 1505, † 1559), вдовстваща графиня на Скандиано. Нейни дядо и баба по бащина линия са Лоренцо II де Медичи и прислужницата мулатка Симонета да Колевекио, или неговият братовчед кардинал Джулио де Медичи, бъдещ папа Климент VII, и Алфонсина Орсини, а по майчина – Антонио Алберико II, маркиз на Фосдиново и господар на Маса и Карара, и принцеса Лукреция д'Есте от Ферара и Модена. Има един брат:
- Джулио Джанбатиста Ромоло (1527 или 1532 – 1598), първи рицар на Ордена на Свети Стефан от 30 март 1562), адмирал на флота на Велико херцогство Тоскана, посланик в Мантуа (1565) и в Рим (1571 и 1573), съпруг на Анджелика Маласпина от маркизите на Бастия

Има и една полусестра от извънбрачна връзка на баща си.

## Биография
Родена е във Флоренция. Точната дата на раждането ѝ не е известна. Съществува запис от 5 ноември 1534 г. за кръщение на момиче под името Джулия Ромола, чийто баща е неизвестен.
Година преди раждането на дъщеря си Алесандро поръчва своя портрет на Понтормо (вж. по горе), на който художникът изобразява херцога с рисунка в ръце. Женският профил, изобразен на фигурата, е идентифициран от изкуствоведите като портрет на неговата метреса Тадеа Маласпина. Според някои изследователи Алесандро ѝ подарява този портрет в чест на раждането на второто им дете Джулия.
След убийството на баща ѝ през 1537 г. Джулия с брат ѝ и полусестра ѝ прекарва известно време в манастира Свети Климент (Сан Клементе) във Флоренция. След това те са взети под грижите на семейството на новия херцог на Флоренция Козимо I, който поверява грижите за тях на майка си Мария Салвиати. Скоро Порция е изпратена отново в манастира „Свети Климент“, където става августинска монахиня, а Джулио и Джулия са отгледани с децата на херцога на Флоренция. През февруари 1542 г. тя и Бия, извънбрачната дъщеря на Козимо I, се разболяват сериозно. Джулия оцелява, Бия умира.
След смъртта на Мария Салвиати през декември 1543 г. грижите за Джулия преминават към Елеонора Алварес де Толедо, съпруга на Козимо I. В двора във Флоренция Джулия е третирана като принцеса. Благородническият ѝ произход никога не е поставян под съмнение. Тя се гордее с рода си и е наравно с принцовете и принцесите. Получава добро образование. Освен това е обърнато голямо внимание на външния вид. Освен външността тя наследява от баща си и неговия темпераментен характер.
Благодарение на усилията на чичо ѝ Козимо I, който ѝ осигурява солидна зестра, през 1550 г. Джулия е омъжена за неаполитанския патриций Франческо Кантелмо, син и наследник на Джовани Джузепе Бонавентура Кантелмо, граф на Алвито и херцог на Пополи. Бракът е бездетен. Останала вдовица през 1556 г., тя често остава при полусестра си Порция, игуменка на манастира „Свети Климент“ във Флоренция. Джулия става дарителка на този манастир и на редица други манастири от Августинския орден. На 14 август 1559 г. тя се омъжва повторно за дипломата Бернардето де Медичи, син на Отавиано де Медичи и братовчед на Козимо I. Единственият син на двойката, Алесандро де Медичи, господар на Отаяно, кръстен на дядо си по майчина линия, става генерал от армията на Папската държава и владетел на Борго.
През 1567 г. поради конфликт с Елеонора дели Албици, младата любовница на овдовелия Козимо I, Джулия и вторият ѝ съпруг са принудени да напуснат двора във Флоренция и да се преместят в Кралство Неапол. Според друга версия двойката напуска Флоренция, поддържайки добри отношения с тосканския Велик херцог. През същата година, срещу 50 хил. дуката от Чезаре Гондзага, принц на Молфета, те придобиват владението на Отаяно близо до Неапол, като по този начин полагат основите на нов клон на Медичите – господари, а по-късно и принцове на Отаяно и херцози на Сарно. Информацията за Джулия в историята на Дом Медичи датира от 1587 г. За дата на нейната смърт условно се приема 1588 г. Потомците на Джулия де Медичи и на брат ѝ Джулио присъстват в кралските домове на Европа.

## Брак и потомство
Омъжва се два пъти:
∞ 1. 1550 за Франческо Кантелмо, граф на Алвито и херцог на Пополи, от когото няма деца
∞ 2. 1559 за Бернардето де Медичи († сл. 1576, Неапол) от клона на господарите и след това принцове на Отаяно[43], от когото има 1 син:
- Алесандро де Медичи ди Отаяно (* 17 декември 1560, † 1606), владетел на Борго, генерал от армията на Папската държава; ∞ за Делия Санвеверини († 1606) от графовете на Сапонара, от която има 2 сина и 1 дъщеря.

## Джулия де Медичи в изкуството
Известни са два портрета на Джулия. На портрета на Понтормо тя е изобразена като дете с роднината си Мария Салвиати. Картината се съхранява в Художествен музей „Уолтърс“ в Балтимор, САЩ. Образът на момиче в портрета е открит по време на реставрационни работи през 1937 г. През 1940 г. историкът на изкуството Едуард С. Кинг предполага, че детето на картината е синът на Мария Салвиати – бъдещият херцог на Флоренция и великият херцог на Тоскана Козимо I де Медичи. Въпреки това, през 1955 г. историкът на изкуството Херберт Койтнер открива запис от 1612 г., направен по време на инвентаризация на собствеността на Рикардо Рикарди, първоначално притежавал картината. Твърди се, че портретът на Понтормо изобразява Мария Салвиати с момиче, което не се нарича по име. През 2006 г. изкуствоведът Габриел Лангдън идентифицира образа на момичето като този на Джулия де Медичи. През 2011 г. Майке Фогт-Люрсен предполага, че детето на картината е Бия де Медичи. В момента повечето историци на изкуството са склонни към версията на Габриел Лангдън и наричат картината „първото изображение на момиче от африкански произход в европейското изкуство“.
На друг портрет на Алесандро Алори принцесата е изобразена по време на вдовството си, след погребението на първия ѝ съпруг, неаполитанския патриций Франческо Кантелмо. Портретът е нарисуван от художника в Рим. Малко след това Джулия се омъжва за втори път за Бернардето де Медичи. До 1989 г. картината се приписва на Аньоло Брондзино и се нарича „Дама с камея". Портретът е в колекцията на галерия „Уфици“ във Флоренция.